# Кибечи (выселок)
Кибе́чи (чув. Ҫӗнӗ Кипеч) — выселок в Канашском районе Чувашской Республики. Входит в состав Чагасьского сельского поселения.

## География
Находится в центральной части Чувашии, на расстоянии приблизительно 8 км по прямой на юго-запад от районного центра города Канаш в верховье реки Ута.

## История
Известен с 1858 года как выселок деревни Семёнова (ныне Семёновка). В 1897 году было учтено 113 человек, в 1926 — 9 дворов, 46 жителей, в 1939 — 62 жителя, в 1979 — 75. В 2002 году было 19 дворов, в 2010 — 14 домохозяйств. В 1931 году был образован колхоз «Кибечи», в 2010 году действовало ООО «Канаш».

## Население
Постоянное население составляло 37 человек (чуваши 100 %) в 2002 году, 36 в 2010.